# Centro de Astrobiología
Le Centro de Astrobiología, également désigné par son acronyme CAB, est un centre de recherche espagnol créé en 1999 et consacré au domaine de l'astrobiologie. Le centre est rattaché à l'Institut national de technique aérospatiale (INTA).

## Description
Il est installé sur deux sites : le principal se trouve sur le campus de l'INTA à Torrejón de Ardoz dans l'agglomération de Madrid, à 20 kilomètres au nord-est de la capitale, le second se trouve sur le site du Centre d'astronomie spatiale européen également près de Madrid.
Le centre comprend plusieurs départements : 
- Astrophysique
- Évolution moléculaire
- Planétologie et habitabilité
- Instrumentation